# Agapostemon erebus
Agapostemon erebus är en biart som beskrevs av Roberts 1972. Agapostemon erebus ingår i släktet Agapostemon och familjen vägbin. Inga underarter finns listade i Catalogue of Life.